# Thomas Steven Molnar
Thomas Steven Molnar, ungar. Molnár Tamás István (* 26. Juli 1921 in Budapest; † 20. Juli 2010 in Richmond (Virginia), USA) war ein ungarisch-US-amerikanischer katholischer Philosoph, Historiker und politischer Theoretiker.

## Leben
Thomas Molnar war das einzige Kind von Molnár Sándor und Blon Aranka. Er besuchte das Gymnasium in Großwardein. 1941 ging er zum Studium nach Belgien. Er war einer der Sprecher des Mouvement International des Étudiants Catholiques (MIEC), des Verbandes katholischer Studenten, und wurde deshalb während der deutschen Besetzung Belgiens verhaftet. 1944/1945 war er im KZ Dachau inhaftiert. 1946 schloss er sein Studium an der Universität Brüssel ab.
Nach Ungarn zurückgekehrt, erlebte er die Machtübernahme der Kommunisten. Daraufhin emigrierte er in die Vereinigten Staaten. 1949 wurde er von der Columbia University in New York City promoviert. Von 1957 bis 1967 lehrte er am Brooklyn College. Danach war er als Professor tätig an der Long Island University (1967), an der Universität in Potchefstroom in Südafrika (1969), am Hillsdale College (Michigan) (1973–74), Yale University (1983) und  Universidad de Mendoza (Argentinien).
Nach der politischen Wende in Ungarn war er auch Gastprofessor für Religionswissenschaften an der Universität Budapest, lehrte an der Katholischen Péter-Pázmány-Universität und war seit 1995 Mitglied der Ungarischen Akademie der Künste.
Thomas Molnar war der Autor von mehr als 40 Büchern und von mehr als 1500 Artikeln in französischer, englischer, deutscher, spanischer und ungarischer Sprache. Er schrieb zu einer Vielzahl von Themen der Philosophie, Geschichte, Religion, Politik und Erziehung. Molnar war von Russell Kirks The Conservative Mind inspiriert.
Thomas Molnar war verheiratet und hat einen Sohn.

## Ehrungen
- Komturkreuz des Ungarischen Verdienstordens (Magyar Köztársasági Érdemrend) (1998)
- Széchenyi-Preis (Széchenyi-díj) (2000)
- Stephanus-Preis für Geschichte (Stephanus-díj) (2002)

## Schriften (Bücher)
- Bernanos. His political thought and prophecy. Sheed & Ward, New York NY 1960.
- The decline of the intellectual (= Meridian Books. M128). World Publishing, Cleveland u. a. OH 1961 (Deutsch: Kampf und Untergang der Intellektuellen. Beck, München 1966).
- The future of education (= Grosset's Universal Library. Bd. 115, ZDB-ID 1432009-5). Vorwort von Russell Kirk. Grosset & Dunlap, New York NY 1961 (Deutsch: Die Zukunft der Bildung. (Sprache und Lernen, Bd. 13). Schwann, Düsseldorf 1971, ISBN 3-7895-0125-5).
- The two faces of American foreign policy. Bobbs-Merrill, Indianapolis IN u. a. 1962.
- Africa. A political travelogue. Fleet Publishing, New York NY 1965.
- L’Afrique du Sud ... Nouvelles Éditions latines, Paris 1966.
- South West Africa. The last pioneer country. Fleet Publishing, New York NY 1966.
- Spotlight on South West Africa. American-African Affairs Association, New York NY 1966.
- Utopia. The perennial heresy. Sheed and Ward, New York NY 1967.
- Ecumenism or new reformation? Funk & Wagnalls, New York NY 1968.
- Sartre. Ideologue of our time. Funk & Wagnalls, New York NY 1968 (Deutsch. Sartre. Ideologe unserer Zeit. Langen Müller, München u. a. 1970).
- The counter-revolution. Funk & Wagnalls, New York NY 1969.
- La gauche vue d’en face. du Seuil, Paris 1970 (Deutsch: Die Linke beim Wort genommen. Klett, Stuttgart 1972, ISBN 3-12-905890-7).
- The American dilemma. A consideration of United States leadership in world (= Publications of the Centre for International Politics. Bd. 8). Centre for International Politics, Potchefstroom 1971, ISBN 0-620-00141-0.
- Nationalism in the space age. Five lectures given by Thomas Molnar. South African Broadcasting Corporation, Johannesburg 1971, ISBN 0-86972-010-4.
- God and the knowledge of reality. Basic Books, New York NY 1973.
- L’Animal politique. Essai. La Table ronde, Paris 1974.
- Authority and its enemies. Arlington House, New Rochelle NY 1976, ISBN 0-87000-340-2.
- Le socialisme sans visage. L’vènement du tiers modèle. Presses Universitaires de France, Paris 1976.
- Dialogues and ideologues. Franciscan Herald Press, Chicago IL 1977, ISBN 0-8199-0679-4.
- Christian humanism. A critique of the secular city and its ideology. Franciscan Herald Press, Chicago IL 1978, ISBN 0-8199-0694-8.
- Le modèle défiguré. L’Amérique de Tocqueville à Carter. Presses Universitaires de France, Paris 1978, ISBN 2-13-035491-2.
- Politics and the state. The Catholic view. Franciscan Herald Press, Chicago IL 1980, ISBN 0-8199-0799-5.
- Theists and atheists. A typology of non-belief (= Religion and Reason. Bd. 18). Mouton Publishers, The Hague u. a. 1980, ISBN 90-279-7788-7.
- Le Dieu immanent. La grande tentation de la pensée allemande. Editions du Cèdre, Paris 1982, ISBN 2-7223-0001-X.
- Tiers-Monde. Idéologie, réalité. Presses Universitaires de France, Paris 1982, ISBN 2-13-037426-3.
- mit Alain de Benoist: L'éclipse du sacré. Discours et réponses. La Table ronde, Paris 1986, ISBN 2-7103-0264-0.
- The pagan temptation. Eerdmans, Grand Rapids MI 1987, ISBN 0-8028-0262-1.
- Twin powers. Politics and the sacred. Eerdmans, Grand Rapids MI 1988, ISBN 0-8028-0303-2.
- The Church, pilgrim of centuries. Eerdmans, Grand Rapids MI 1990, ISBN 0-8028-0420-9.
- L’Europe entre parenthèses. La Table ronde, Paris 1990, ISBN 2-7103-0441-4.
- Philosophical grounds (= American University Studies. Series 5: Philosophy. Bd. 114). Lang, New York NY u. a. 1991, ISBN 0-8204-1485-9 (später als: Archetypes of thought. Transaction Publishers, New Brunswick NJ u. a. 1996, ISBN 1-56000-848-2).
- The emerging Atlantic culture. Transaction Publishers, New Brunswick NJ u. a. 1994, ISBN 1-56000-124-0.
- Filozófusok istene. Európa, Budapest 1996, ISBN 963-07-5880-6.
- Return to philosophy. Transaction Publishers, New Brunswick NJ u. a. 1996, ISBN 1-56000-251-4.
- herausgegeben von Zoltán József Tóth: A Magyar Szent Korona és a szentkorona-tan az ezredfordulón. Szent Istvan Tarsulat, Budapest 1999, ISBN 963-361-081-8.
- Századvégi mérleg. Válogatott írások. Kairosz, Budapest 1999, ISBN 963-9137-46-4.
- A pogány kísértés. Kairosz, Szentendre 2000, ISBN 963-9302-12-0.
- Igazság és történelem (= Szent István könyvek. 2000, Bd. 4). Szent István Társulat, Budapest 2000, ISBN 963-361-146-6.
- Bennünk lakik-e az Isten? Kairosz Kiadó, Budapest 2002, ISBN 963-9484-01-6.
- Válogatás a Magyar Nemzetnek és az asztalfióknak írt publicisztikákból. s. n., Budapest 2002, ISBN 963-202-916-X.
- A beszélő Isten (= Miért hiszek. Bd. 1). Kairosz Kiadó, Budapest 2003, ISBN 963-9484-56-3.
- A jobb és a bal. Tanulmányok. Kairosz, Szentendre 2004, ISBN 963-9568-09-0.